# Zbigniew Brzycki
Zbigniew Józef Brzycki, ps. „Iks” (ur. 11 listopada 1923 w Grudziądzu, zm. 25 września 2014) – polski nauczyciel, doktor nauk humanistycznych, powstaniec warszawski, poseł na Sejm I kadencji.

## Życiorys
Syn Franciszka i Augusty. W czasie II wojny światowej dołączył do Armii Krajowej. Walczył w powstaniu warszawskim, dołączając do batalionu „Parasol” w ramach Zgrupowania Radosław (pseudonim „Iks”). Po upadku powstania opuścił stolicę, przepływając Wisłę.
Od 1945 do 1980 był rozpracowywany w ramach różnych operacji przez funkcjonariuszy komunistycznych służb specjalnych. Był założycielem nielegalnej organizacji AK-Zgrupowanie Westerplatte. Uniknął aresztowania, ukrywając się przez kilka miesięcy. W 1947 ujawnił się przed komisją amnestyjną w Krakowie.
Na stałe zamieszkał w rodzinnym Grudziądzu. Ukończył w 1949 studia na Wydziale Humanistycznym Uniwersytetu Mikołaja Kopernika. W 1966 został absolwentem Uniwersytetu im. Adama Mickiewicza w Poznaniu. Pracował jako nauczyciel. W wyborach w 1991 uzyskał mandat posła na Sejm I kadencji. Został wybrany w okręgu szczecińskim z listy Konfederacji Polski Niepodległej. Zasiadał w Komisji Odpowiedzialności Konstytucyjnej oraz Komisji Edukacji, Nauki i Postępu Technicznego. Wycofał się później z działalności politycznej.
Pochowany na cmentarzu parafialnym przy ul. Cmentarnej w Grudziądzu.

## Odznaczenia[3]
- Krzyż Walecznych
- Krzyż Armii Krajowej
- Krzyż Partyzancki
- Złoty Krzyż Zasługi